# Efferia cazieri
Efferia cazieri este o specie de muște din genul Efferia, familia Asilidae. A fost descrisă pentru prima dată de Mary Katherine Curran în anul 1953. Conform Catalogue of Life specia Efferia cazieri nu are subspecii cunoscute.